# Kylix (fejlesztőkörnyezet)
A Kylix a Borland vállalat által kiadott fejlesztőkörnyezet, első változata 2001-ben jelent meg. A Microsoft Windows operációs rendszer alatt használható Delphi és C++ Builder fejlesztőkörnyezet Linux operációs rendszer alatt alkalmazható változata, amely lehetővé tette Linux operációs rendszerben futtatható alkalmazások készítését Object Pascal, C++, és C programozási nyelveken. A Borland termékmegnevezések görög tematikáját követve egy ókori görög ivóedényről kapta a nevét.
A Kylix három kiadott verziója 2001 és 2005 között jelent meg.

## Tulajdonságok
A Kylix a Delphi megszokott eszközeivel magas szintű alkalmazásfejlesztést tesz lehetővé Linux platformon. Főleg grafikus felhasználói felülettel rendelkező alkalmazások készítéséhez használható, a driverek és kernel modulok készítéséhez szükséges alacsony szintű programozás támogatása nem tartozik a környezet erősségei közé.
A Kylix beépített osztálykönyvtárának neve CLX, amely a Delphiben elérhető VCL megfelelője, vizuális és nem-vizuális komponenseket egyaránt tartalmaz. A felhasználói felület építésekor a vizuális komponensek drag-and-drop módszerrel helyezhetőek el az ablakokon, és az Object Inspectornak nevezett eszköz segítségével állíthatóak be tulajdonságaik.
A Kylix-szal és windowsos megfelelőivel lényegében mindkét operációs rendszerhez azonos értékű és használhatóságú alkalmazások készíthetők, anélkül, hogy azok forráskódjait jelentős mértékben változtatni kellene. Ez tetemes munkaidő-megtakarítást jelent a programozó szemszögéből.
A többféle operációs rendszert támogató közös forráskód használata az úgynevezett cross-platform (keresztplatform), vagy más néven platformfüggetlen programozás.

## Történet
A Delphi Linuxra való portolásának fő szorgalmazója a Borlandnál Danny Thorpe, a Delphi fejlesztőcsapatának vezető fejlesztője volt, aki sokat tett azért, hogy a Delphi fordító képes legyen előállítani Linux alatt futtatható állományokat.
A Kylix három kiadást élt meg 2001 és 2005 között. Megjelenését nagy várakozás előzte meg, és bár az első visszajelzések többnyire pozitívak voltak, a gyakorlati felhasználás során számos kritikát kapott instabilitása miatt. Ez, és a fejlesztőkörnyezet magas ára együttesen alacsony értékesítési darabszámot eredményezett, és a Borland 2005-ben a termék további támogatásának megszüntetése mellett döntött.
A frissítések elmaradása miatt az utolsó Kylix verzió által támogatott Linux platformok gyorsan elavultak, és csak nagy nehézségek árán lehetett a rendszert későbbi Linux változatokhoz illeszteni, így a fejlesztők gyorsan elfordultak tőle.
A Delphit fejlesztő leányvállalatot 2008-ban az Embarcadero Technologies megvásárolta a Borlandtól. 2010-ben, egy tervezett fejlesztéseket bemutató előadáson ismét előkerült a Linux platformra történő fejlesztés lehetősége, de már nem Kylix néven, hanem a teljes Delphi környezet részeként.